# October (CMS)
October — система управления содержимым сайта (CMS) с открытым исходным кодом; написана на языке PHP на базе компонентов фреймворка для веб-приложений Laravel; поддерживает MySQL, SQLite и PostgreSQL в качестве базы данных, а также может работать без классической базы данных, используя модель плоских файлов (англ. flat-file) для хранения данных. По состоянию на март 2018 года October является наиболее популярной и быстрорастущей CMS с поддержкой плоской (файловой) базы данных среди подобных программных продуктов.
October задуман как веб-платформа «Back to basics» (англ. «Назад к основам»), которая делает разработку, дизайн и редактирование веб-сайтов более быстрыми и интуитивно понятными. Она охватывает широкий спектр функциональных возможностей, таких как создание системы пользователей, настройка политики прав доступа и подключение плагинов; её можно использовать для создания чего угодно, от простых промо-сайтов до мощных веб-приложений и интернет-магазинов. October CMS поддерживает подключение тем оформления.
Популярность платформы среди сообщества разработчиков обусловлена её чистой и современной кодовой базой и крутой кривой обучения, а также уникальной системой шаблонов, которой легко управлять с помощью систем контроля версий. По состоянию на январь 2020 года October занимает второе место по количеству звёзд на GitHub, среди репозиториев для CMS, написанных на языке программирования PHP.
October используется в качестве основной CMS веб-студиями, в портфеле которых присутствуют такие всемирно известные бренды, как Toyota, KFC и Nestle. Музей искусств Далласа использует CMS October в своих информационных киосках. Эта CMS особенно популярна среди пользователей в США и России, а также в Европе: Швейцарии, Польше, Нидерландах, Великобритании и других странах.

## Функциональные возможности и преимущества
October в полной мере использует возможности, лежащего в его основе, фреймворка Laravel и все эти возможности доступны для разработчика. Она также предоставляет некоторые функциональные возможности, которые делают её уникальной платформой.
- Компоненты являются ключевой функциональностью и являются настраиваемыми «строительными» блоками, которые могут быть прикреплены к любой странице.[15]
- Создание современного гибкого и отзывчивого административного интерфейса требует минимального написания кода.[16]
- Модель плоских файлов используется для создания структуры веб-сайта.[17]
- Имеет мощный встроенный ajax-фреймворк, для взаимодействия бэкенда и фронтенда.[16]
- Использует Twig в качестве шаблонизатора. Это позволяет полностью отделить данные веб-сайта от шаблонов страниц.
- Функционально богатый и элегантный файловый менеджер с поддержкой CDN и кадрированием изображений.
- Ресурсы CSS и JavaScript можно конкатенировать и минимизировать с помощью всего лишь одного тега в шаблонах страниц.
- Вся настройка основана на событиях, что позволяет вам подключаться к процессам ядра или плагина и легко их расширять.
- Обновления ядра и плагины поставляются с помощью менеджера пакетов.
- Сообщество добавило сотни высококачественных плагинов и тем оформления в официальный маркетплейс October CMS.
- Всегда используйте всю мощь October с безопасными обновлениями ядра, которые не ломают ваши веб-сайты. Обновления применяются одним кликом мыши.
- October CMS имеет отличную документацию и построен на Laravel — одном из лучших из существующих PHP-фреймворков.
- Панель администратора переведена на 36 языков благодаря большому сообществу со всех концов света.

## Награды

### 2018
- CMS Critic People’s Choice Awards — Best Flat File CMS[18]

## Обзоры и руководства
- OctoberCMS for Rapid Website Creation
- Rapid Application Development with Builder
- Making websites with October CMS (45+ videos)
- Официальные руководства
- October CMS Up and Running | Guide books. dl.acm.org. Дата обращения: 4 марта 2020.
- Building An E-Commerce Site With October CMS And Shopaholic
- Преимущества OctoberCMS перед другими CMS
- Детальное сравнение WordPress и October CMS
- Создание кастомного плагина для October CMS